# George Kimpton
Gabriel Sibley « Sid » Kimpton, alias George Kimpton en France, est un footballeur anglais né le 12 août 1887 à Watford et décédé le 15 février 1968 dans la même ville, devenu entraîneur. Il est surnommé le « magicien britannique » lors de sa carrière d'entraîneur en France où il opère de 1934 à 1950. « Mister Kimpton » joue un rôle déterminant dans l'introduction en France de la tactique du WM. En s'appuyant sur cette stratégie, il mène le RC Paris au doublé en 1936.

## Biographie

### Entraîneur
George Kimpton commence sa carrière d'entraîneur en République Tchèque, au DFC Prague, en 1921. Il part très rapidement en Pologne, au Polonia Varsovie puis au Cracovia Kraków. Kimpton dirige les premiers stages de formation d'entraîneur mis en place par la FFFA en 1934. Il est ensuite appelé à la rescousse de l'équipe de France A pour la durée de la Coupe du monde de 1934 en Italie. Il n'a qu'un rôle de conseiller technique tandis que le triumvirat Gaston Barreau-Jean Rigal-Maurice Delanghe garde toujours la haute main sur la sélection.
Adepte du WM, il introduit ce dispositif tactique en France. Interrogé par L'Auto sur le niveau des joueurs français, Kimpton est plutôt sévère : « L'équipe de France pourrait mieux faire. (...) Mais il faut que les joueurs français se plient à la discipline du football. ».
Avant le match France-Autriche disputé le 27 mai 1934 à Turin, pendant la Coupe du monde, George Kimpton demande à son milieu Georges Verriest d'effectuer un marquage très serré de l'attaquant Matthias Sindelar. Histoire d'imager son propos, il précise : « Vous suivrez Sindelar partout... même aux W.C.! ». La France s'incline 3-2 sur un « but douteux » face à la Wunderteam et plus de 4 000 personnes accueillent triomphalement les joueurs et l'encadrement à la gare de Lyon à Paris. Kimpton a même droit à des applaudissements nourris.
Kimpton quitte l'encadrement de l'équipe de France dès la fin de la Coupe du monde 1934, au grand soulagement de Gaston Barreau qui n'appréciait pas vraiment ses options tactiques. Il retrouve alors ses stages d'entraînement qui se tiennent le lundi, le jeudi et le samedi dans différents stades parisiens. En parallèle à ces stages, il devient l'entraîneur du Racing Club de Paris qu'il initie au WM sous la coupe du directeur sportif des Pingouins, Victor Mestre.
Après la défaite de l'équipe de France 3-1 contre l'Allemagne le 17 mars 1935, la FFFA décide de rappeler Kimpton au poste d'assistant tacticien afin de mieux former les internationaux au système du WM. Kimpton reste en poste au Racing pendant cette période. Il se contente d'animer les stages de rassemblement d'avant-match à Chantilly puis à Saint-Germain-en-Laye, car Barreau ne veut pas abandonner ses prérogatives en match. Les premiers résultats enregistrés sont encourageants, mais dès le début de l'année 1936 (défaites à domicile 1-6 face aux Pays-Bas puis 0-3 contre la Tchécoslovaquie) Kimpton perd son poste de tacticien de l'équipe de France et est relégué au rang de préparateur physique. Le sélectionneur Gaston Barreau reprend la main sur la tactique de l'équipe nationale.
Au Racing, Kimpton est également critiqué par le public parisien qui lui reproche son « football à l'économie ». Il mène toutefois le Racing au doublé champion de France-Coupe de France en 1936. Kimpton éclate en sanglots comme un enfant quand le Racing gagne la Coupe. Nombre de sources indiquent que Kimpton est responsable du RC Paris en 1939 pour leur victoire en Coupe de France. Élie Rous est déjà à la tête des Pingouins,. Kimpton se contentera de faire une apparition au dîner donné le lendemain par le Racing où sont conviés les auteurs du doublé de 1936.
Kimpton quitte donc la direction du Racing en juin 1938 et rejoint un temps le FC Metz, Il y introduit la tactique du WM mais ne termine pas la saison 1938-39 en Lorraine. 
Kimpton passe au FC Rouen à la mi-mai 1939 et est responsable des Diables rouges pour leur dernier match de D1 en 1938-39 le 28 mai 1939 à Antibes. C'est un nul sans but qui assure aux Rouennais leur maintien parmi l'élite. La guerre met provisoirement le football en suspens. Les Diables rouges signent toutefois une belle saison durant la drôle de guerre avec la première place provisoire du groupe Nord lors de la suspension définitive de la compétition en mai 1940.
Pendant la Seconde Guerre mondiale, Kimpton est interné par les Allemands à Saint-Denis, en région parisienne. Il retrouve les terrains à la Libération au FC Rouen. Sous sa conduite, Rouen enlève le dernier championnat de guerre.
Kimpton passe ensuite une saison au Havre AC (1945-1946),, mais les résultats sont décevants, et il est remercié. Il achève sa carrière à l'AS Cherbourg.

## Palmarès entraîneur
- Vainqueur de la Coupe de France en 1936 avec le RC Paris
- Champion de France en 1936 avec le RC Paris
- Champion de France en 1945 avec le FC Rouen